# Cital
Cital (en arabe : سيتال), acronyme de Compagnie industrielle des transports algériens, est une coentreprise d'Alstom, Ferrovial, la Société nationale des transports ferroviaires (SNTF) et l'Entreprise Métro d'Alger (EMA) ayant son siège à Annaba, en Algérie. Créée en 2011 dans le but de soutenir l'industrialisation du pays, Cital a deux activités principales : la maintenance de rames de tramway et l'assemblage à partir de « kits » de tramways du type Alstom Citadis et de rames automotrices du type Alstom Coradia Polyvalent pour le marché algérien.

## Histoire
La coentreprise « Cital » d'Annaba est créée en 2011 par une entreprise française Alstom (49 %), dont 6 % par Alstom Algérie, et deux entreprises algériennes, Ferrovial (41 %) et l'Entreprise du Métro d'Alger (10 %),. Son nom est un mot-valise formé des noms « Citadis » et « Algérie ». En avril 2016, l'actionnariat de Cital évolue avec la réduction de l'engagement de Ferrovial de 41 à 31 % et l'entrée au capital de SNTF à hauteur de 10 %.
Le 12 mai 2015, Cital inaugure son usine d'assemblage, située à Annaba, en présence de nombreuses personnalités algériennes et françaises, notamment de Ramtane Lamamra et Laurent Fabius, ministres algérien et français des Affaires étrangères, ainsi qu'Abdeslam Bouchouareb (ministre algérien de l'Industrie et des Mines), d'Emmanuel Macron (ministre français de l'Économie), et Jean-Louis Bianco (représentant spécial pour les relations avec l'Algérie). Sur un terrain de 5,2 hectares, elle dispose d'un bâtiment de 12 000 mètres carrés équipé pour la réalisation de l'assemblage final des tramways Alstom Citadis destinés au marché algérien, pour un investissement de 25 millions d'euros et 80 salariés,,.

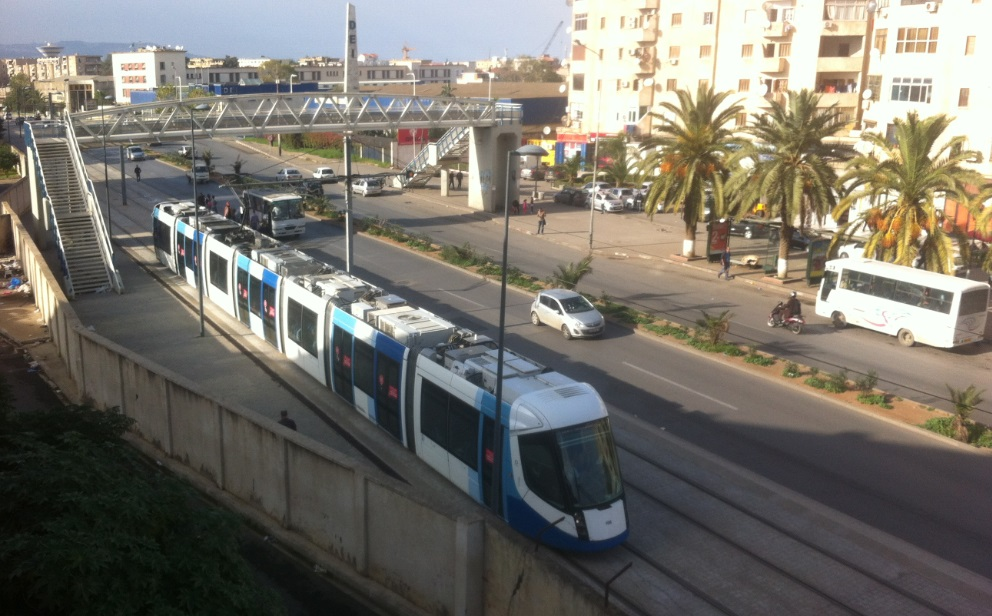
Rame Citadis du tramway d'Alger.

La première rame entièrement montée sur le site par le personnel algérien de l'entreprise est inaugurée le 30 septembre 2015 en présence de Youcef Cherfa, wali de Annaba et Henri Bussery, PDG de l'entreprise. Vingt neuf autres rames sont terminées et quatorze vont être livrées au cours du mois d'octobre, dix pour le tramway de Constantine et quatre pour le tramway d'Oran. Fin 2015, le personnel de l'usine est de 190 salariés,.
Au début de l'année 2016, EMA passe commande à Cital de vingt six rames de tramway Citadis pour le tramway de Sétif dont la ligne de 15,2 kilomètres doit être mise en service au premier trimestre 2018. Cette commande fait partie du contrat cadre signé en 2012 par Cital et EMA.
En 2022, le taux d'intégration locale est de 40%, contre 30% en 2016,.

## Présentation
Cital est chargée de la maintenance des rames des réseaux de tramways d'Alger (depuis 2011), Oran (depuis 2013) et Constantine (depuis 2013). Des rames de tramway assemblées par Cital circulent sur les réseaux de Constantine et Sidi Bel Abbès. Il est prévu que toutes les futures lignes de tramway en Algérie soient équipées par le site d'Annaba.
Par ailleurs, le 6 avril 2017, Alstom et Cital signent avec la SNVI un accord de coopération pour accompagner le développement de cette dernière dans l'électrique,.
Cependant, à cause du gel de construction de nouvelles lignes de tramway en Algérie, seules 140 rames sont commandées sur les 250 rames prévues à l'origine.

## Actionnariat
Cital est une coentreprise détenue, en mai 2015, par les actionnaires suivants :
- Ferrovial (31 %) ;
- EMA (10 %), filiale du groupe TRANSTEV ;
- SNTF (10 %) ;
- Alstom (49 %).

## Données financières
En 2022, la société a réalisée un chiffre d’affaires de plus de 4,3 milliards de dinars algériens.